# امیر ابراهیم‌زاده
امیر ابراهیم‌زاده (زادهٔ ۱۱ دی ۱۳۸۲ در تبریز) بازیکن فوتبال اهل ایران است که در پست مهاجم بازی می‌کند.
وی همچنین در تیم‌های ملی فوتبال نوجوانان ایران و جوانان ایران بازی کرده است.

## عملکرد باشگاهی

### تراکتور
وی نخستین بازی خود برای تراکتور را در هفتهٔ اول لیگ برتر فوتبال ایران ۰۱–۱۴۰۰ مقابل گل‌گهر انجام داد؛ وی در این بازی در دقیقه ۸۴ به جای محمد مسلمی‌پور وارد زمین شد.
درخشش وی در رده‌های سنی تیم ملی موجب شد در دی ۱۴۰۰ باشگاه اسپانیایی آلاوس با ارسال نامه‌ای به تراکتور خواهان جذب وی شود.